# Air Supply
Air Supply là một nhóm nhạc soft rock của Úc, bao gồm ca sĩ kiêm nhạc sĩ và tay chơi guitar Graham Russell và ca sĩ chính Russell Hitchcock. Họ đã có rất nhiều hit trên toàn thế giới, bao gồm tám bài hát vào Top 10 ở Mỹ vào đầu những năm 1980.
Ban nhạc thành lập ở Úc vào năm 1975 và đã bao gồm nhiều nhạc công và ca sĩ khác nhau. Hiệp hội Công nghiệp ghi âm Úc (ARIA) đã đưa Air Supply vào Hall of Fame vào ngày 1 tháng 12 năm 2013 tại giải thưởng ARIA hàng năm.

## Lich sử
Air Supply được thành lập vào năm 1975 tại Melbourne, Australia, ban đầu nhóm có 5 thành viên bao gồm: Russell Hitchcock với vai trò ca sĩ chính, Graham Russell là nhạc sĩ của nhóm với những sáng tác tạo nên tên tuổi cho nhóm sau này. Frank Esler Smith đảm nhận vai trò keyboard, David Moyse là Guitar chính của nhóm và David Green là guitar bass. Cho 
đến năm 2006 thì nhóm chỉ còn hoạt động với 2 thành viên là Rusell và Graham. Graham Russell (Graham Cyril Russell: sinh 11 Tháng 6 năm 1950, Sherwood, Nottingham, Anh) chơi ghi ta và viết ca khúc và Russell Hitchcock (Charles Russell Hitchcock: sinh 15 tháng 6 năm 1949, Melbourne, Victoria, Úc) chơi ghi ta chính. Air Supply được thành lập năm 1975 tại Melbourne. Họ đã thành công và trở lên nổi tiếng khắp thế giới trong thập kỉ 1980 với những ca khúc hit như All out of love, Now and forever hay Goodbye, trong đó đầu những năm 1980 họ đã có 8 hit nằm trong Top 10 Billboard ở Hoa Kỳ. Đã có rất nhiều nhạc công và ca sĩ tham gia biểu diễn cùng nhóm.
Album đầu tay của Air Supply được gửi đến những người yêu nhạc vào năm 1977 với tựa đề Love and Other Bruises. Nhưng nói đến Air Supply thì phải nhắn đến album Lost in Love cuối thập niên 80 của nhóm, đã đưa tên tuổi nhóm bay xa và tấn công vào thị trường Mỹ với những ca khúc trở thành bất hủ. Thành công này của nhóm đã được minh chứng qua hơn 2 triệu bản được bán ra vào thời điểm đó.
Thành công nối tiếp thành công, đến năm 1981 Air Supply lại làm điên đảo giới yêu nhạc với ca khúc The One that you love. Họ đã ra cả thảy 18 đĩa nhạc, mới nhất là Mumbo Jumbo (2010).